# Marvin Santiago
Marvin Santiago (San Juan, 26 de diciembre de 1947-Bayamón, Puerto Rico, 6 de octubre de 2004) fue un cantante de salsa y plena puertorriqueño que tuvo gran popularidad en algunos países de Latinoamérica durante los años 70 y 80. Además de solista, fue parte de las agrupaciones de Rafael Cortijo, Johnny 'El Bravo', Roberto Angleró, Bobby Valentin y Puerto Rico All Stars. También fue comediante de tiempo parcial en la televisión puertorriqueña.
En septiembre de 1980 fue detenido y acusado de posesión y tráfico de drogas. La corte le declaró culpable y fue condenado a diez años en la Cárcel Regional de Bayamón. Fue recibido entre vítores por la población penal debido a su gran popularidad. Consiguió permisos para realizar grabaciones y presentaciones, lo que generó polémica entonces. Sus discos "Adentro", "El hijo del pueblo", "El sonero del pueblo" y "Oficial, pero con tremenda pinta" fueron editados en presidio. Al poco tiempo de permanecer impedido de libertad, se convirtió al evangelio. Debido a su buen comportamiento, consiguió rebajas en su pena y logró salir a mediados de 1986. Su voz reunió un buen número de seguidores gracias a sus frases jocosas y pueblerinas.